# Valea Borcutului, Maramureș
Valea Borcutului (în maghiară Borpatak, în trad. "Pârâul cu apă minerală") este un sat al municipiului Baia Mare, în care se află Castelul Pocol.